# Comuna Horupan, Mlîniv
Horupan (în ucraineană Хорупань) este o comună în raionul Mlîniv, regiunea Rivne, Ucraina, formată din satele Arșîciîn, Holovciîți, Horupan (reședința), Meatîn și Pekaliv.

## Demografie
Componența lingvistică a comunei Horupan
     Ucraineană (99,44%)
     Alte limbi (0,56%)
Conform recensământului din 2001, majoritatea populației comunei Horupan era vorbitoare de ucraineană (99,44%), existând în minoritate și vorbitori de alte limbi.